# Хорхе Кірога
Хорхе Фернандо «Туто» Кірога Рамірес (ісп. Jorge Quiroga Ramírez; нар. 5 травня 1960) — болівійський політичний діяч, президент країни у 2001—2002 роках.

## Ранні роки
Кірога народився в місті Кочабамба. 1981 закінчив університет в Техасі за фахом промислова інженерія, став першим главою держави — випускником цього університету. Після цього працював у корпорації IBM в Остіні, одночасно здобуваючи ступінь магістра в Університеті св. Едварда. Після цього Кірога зі своєю дружиною-американкою Джинджер повернувся на батьківщину.. Як і багато болівійських президентів, Кірога має іспанське коріння.

## Віце-президент
Кірога був обраний на пост віце-президента Болівії 1997, перемігши на виборах у тандемі з колишнім диктатором Гуго Бансером. У віці 41 року він став наймолодшим віце-президентом в історії країни.

## На посту президента
Зайняв посаду президента Болівії, коли Бансер склав свої повноваження за станом здоров'я (колишній диктатор помер за рік після свого виходу з влади). Хорхе Кірога обіймав посаду президента з 1 червня 2001 (присягу склав 7 серпня) до завершення конституційного терміну президентства Бансера.
Невдовзі після вступу на посаду Кірога заявив кореспонденту журналу New Yorker: «Ми [Болівія] будемо центром життя Південної Америки». Він був переконаний, що експорт газу сприятиме підйому економіки, що нарешті буде збудовано трансконтинентальну магістраль, яка з'єднає Бразилію з Чилі та пройде через місто Кочабамба, а також, що країною буде прокладено оптоволоконну мережу.

## Подальше життя
2005 року Кірога балотувався на пост президента країни як кандидат від нової правоцентристської коаліції, відомої під назвою Соціальна й демократична сила. Його головним опонентом був Ево Моралес. Моралес переміг, а Кірога посів друге місце, набравши 28.6 % голосів виборців.
Отримав спеціальну нагороду Всесвітнього економічного форуму в Давосі, Швейцарія. Також працював консультантом Світового банку й Міжнародного валютного фонду.
Є членом Мадридського клубу, групи понад 80 колишніх президентів та прем'єр-міністрів демократичних держав, які діють в інтересах демократичного управління.